# Hot Lips Page
Hot Lips Page, sz.: Oran Thaddeus Page (Dallas, 1908. január 27. – New York, 1954. november 5.) amerikai dzsessztrombitás, énekes, zenekarvezető. Lips Page tagja volt a Walter Page Blue Devils-nek, az Artie Shaw Orchestra-nak és a Count Basie Orchestra-nak.

## Pályakép
Apja tanár, édesanyja énekesnő volt. A Corsicana High Schoolba, majd a Texas College-ba járt, miközben az olajmezőkön is dolgozott.
Legkorábbi fellépései cirkuszokban és táncos-énekes vándorszínházakban voltak. Olyan bluesénekesekkel lépett fel, mint Ma Rainey, Bessie Smith és Ida Cox. Trombitajátékára leginkább Louis Armstrong hatott, bár karrierje során más helyi trombitás nevét, köztük Harry Smitht (Kansas City) és Benno Kennedyt (San Antonio) is említette is említette. Az 1920-as évek közepén Page állítólag megjelent Troy Floyddal és zenekarával a texasi San Antonio-ban, valamint Eddie és Sugar Lou tánczenekarral. Azt is állította, hogy 1925 körül a louisianai Shreveportban lépett fel egy Goog and His Jazz Babies néven ismert zenekarral, valamint egy New Orleans-i, French's Jazz Orchestra néven ismert zenekarral, bár erről sincs semmilyen dokumentum.
1926-ban felfigyelt rá egymagát ugyanúgy nevező (nem rokon) basszusgitáros, aki nemrég vette át az Oklahoma City Blue Devils vezetését. Úgy gondolják, hogy Oran Page 1927 körül csatlakozott a Blue Devils-hez, bár 1928-ig erről sem létezik olyan dokumentum, amely ezt alátámasztaná.
Noha nem volt rendszeres tagja a zenekarnak, Page énekesként, előadóként és forró trombitás szólistaként fellépett Count Basie Reno Club zenekarában. Page ebben az időszakban szólókarrierbe kezdett, és kis, de felkapott bandákkal játszott Kansas Cityből − ahová 1931 elején költözött. A Kansas City belvárosában található Reno Clubban Page és Jimmy Rushing énekes is szerepelt. Basie zenekara éppen csak elkezdte építeni hírnevét, de 1936 nyarán Page úgy döntött, hogy szólókarrierbe kezd. 1936 decemberében New Yorkba költözött.
Page zenekarvezetői karrierje úgy indult, 1937 nyarán teltházas fellépései voltak a Harlem's Smalls Paradise-ban. 1939-ben már állandó működő zenekara volt. Amellett és combot is vezetett.
Page 13 különböző big band élén az 1930-as, -40-es években turnézott  északkeleten és Kanadában. 1938-ban rövid ideig fellépett a Bud Freeman Orchestra-val, 1941-42-ben pedig az Artie Shaw Symphonic Swing Orchestra énekese és népszerű szólistája volt. Több mint 40 lemezt rögzítettek.
Az 1940-es évek elején az Apollo Színházban a házizenekar vezetője volt. Page-et „Mr. After Hours”-ként ismerte sok barátja, mert képes volt szembeszállni a kihívókkal a késő esti jam session-ökben. 1941-ben a harlemi Minton's Playhouse-ban rögzítették is ezeket. 1945-ben ezeket két egymást követő napon „Pappa Snow White” címmel vették fel Mezz Mezzrow-val, Sidney Bechettel, Jimmy Blythe-vel, Danny Barkerrel, Pops Fosterrel, és Sid Catlettel, (a második napon Joe nevű unokatestvérrel énekelt).
1949-ben Európába ment, és fellépett a Salle Pleyelen (Párizs), az első ottani nemzetközi dzsesszfesztiválon. Az 1950-es évek elején kétszer visszatért Európába hosszabb turnéra.
Hot Lips Page az egyik legrugalmasabb trombitás, aki széles hangszínt és széles hangteret mutatott be a hangszeren.
Page 1954 novemberében New Yorkban halt meg, 46 évesen.

## Lemezek
- 1938: Blues with Lips
- 1938:Old man Ben
- 1940: Lafayette
- 1998: After Hours at Minton's
- 1941: Blues in the night with Artie Shaw
- 1951: Americans in Sweden: Hot Lips Page